# Episodi de Il fuggiasco (terza stagione)
La terza stagione della serie televisiva Il fuggitivo è composta da 30 episodi ed è stata trasmessa negli Stati Uniti dal canale ABC dal 14 settembre 1965 al 26 aprile 1966.
| nº | Titolo originale                   | Titolo italiano        | Prima TV USA      | Prima TV Italia  |
| -- | ---------------------------------- | ---------------------- | ----------------- | ---------------- |
| 1  | Wings of an Angel                  | I cancelli si chiudono | 14 settembre 1965 | 19 ottobre 1969  |
| 2  | Middle of a Heat Wave              |                        | 21 settembre 1965 |                  |
| 3  | Crack in a Crystal Ball            |                        | 28 settembre 1965 |                  |
| 4  | Trial by Fire                      | Processo che scotta    | 5 ottobre 1965    | 2 novembre 1969  |
| 5  | Conspiracy of Silence              |                        | 12 ottobre 1965   |                  |
| 6  | Three Cheers for Little Boy Blue   | Ritorno ad Ardmore     | 19 ottobre 1965   | 16 novembre 1969 |
| 7  | All the Scared Rabbits             |                        | 26 ottobre 1965   |                  |
| 8  | An Apple a Day                     |                        | 2 novembre 1965   |                  |
| 9  | Landscape with Running Figures (1) |                        | 16 novembre 1965  |                  |
| 10 | Landscape with Running Figures (2) |                        | 23 novembre 1965  |                  |
| 11 | Set Fire to a Straw Man            |                        | 30 novembre 1965  |                  |
| 12 | Stranger in the Mirror             |                        | 7 dicembre 1965   |                  |
| 13 | The Good Guys and the Bad Guys     |                        | 14 dicembre 1965  |                  |
| 14 | End of the Line                    |                        | 21 dicembre 1965  |                  |
| 15 | When the Wind Blows                |                        | 28 dicembre 1965  |                  |
| 16 | Not With a Whimper                 |                        | 4 gennaio 1966    |                  |
| 17 | Wife Killer                        |                        | 11 gennaio 1966   |                  |
| 18 | This'll Kill You                   |                        | 18 gennaio 1966   |                  |
| 19 | Echo of a Nightmare                |                        | 25 gennaio 1966   |                  |
| 20 | Stroke of Genius                   |                        | 1º febbraio 1966  |                  |
| 21 | Shadow of the Swan                 |                        | 8 febbraio 1966   |                  |
| 22 | Running Scared                     |                        | 22 febbraio 1966  |                  |
| 23 | The Chinese Sunset                 |                        | 1º marzo 1966     |                  |
| 24 | Ill Wind                           |                        | 8 marzo 1966      |                  |
| 25 | With Strings Attached              |                        | 15 marzo 1966     |                  |
| 26 | The White Knight                   |                        | 22 marzo 1966     |                  |
| 27 | The 2130                           |                        | 29 marzo 1966     |                  |
| 28 | A Taste of Tomorrow                |                        | 12 aprile 1966    |                  |
| 29 | In a Plain Paper Wrapper           |                        | 19 aprile 1966    |                  |
| 30 | Coralee                            |                        | 26 aprile 1966    |                  |